# Lorenzo Bellafontana

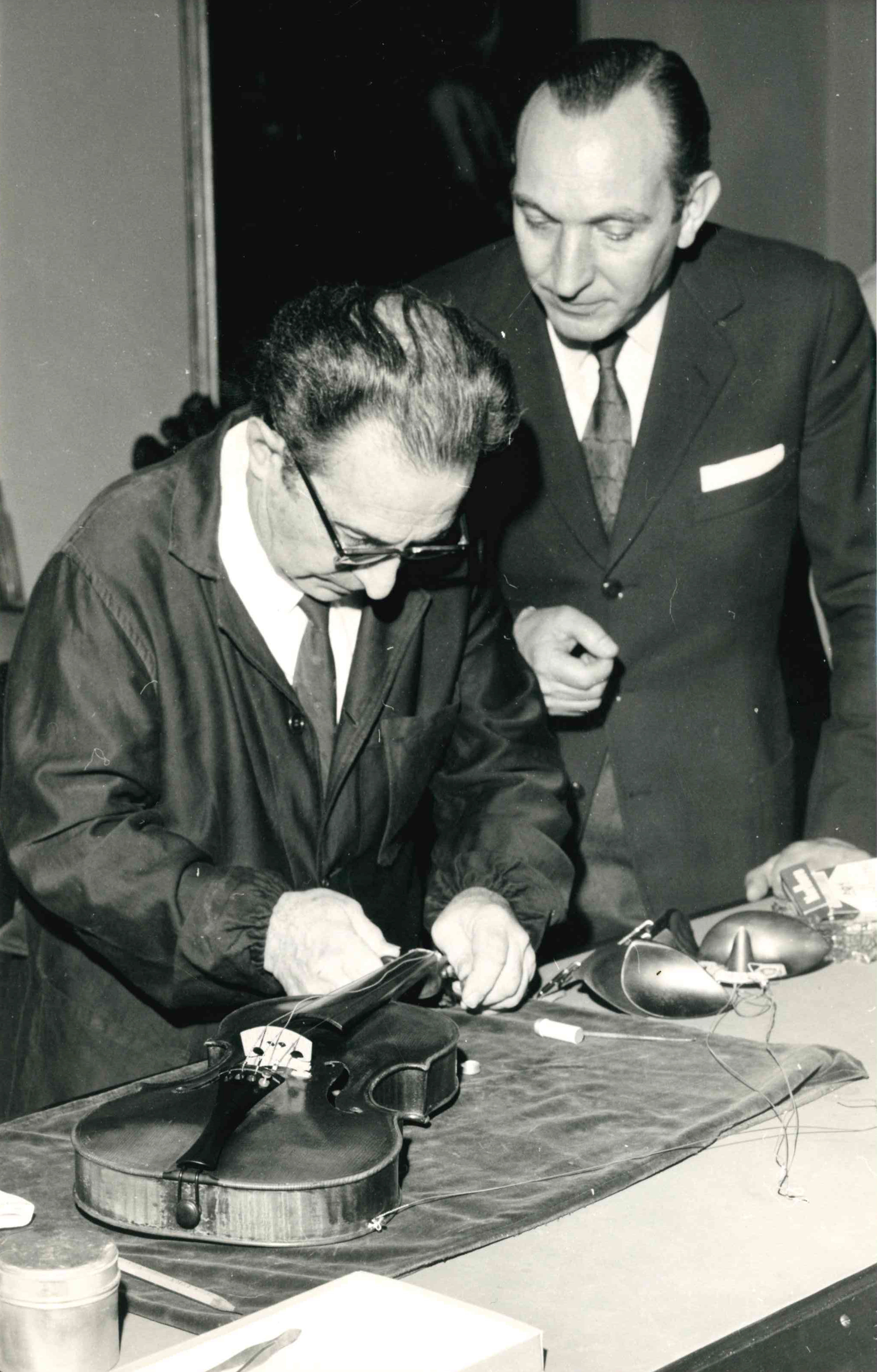
Lorenzo Bellafontana e Renato De Barbieri

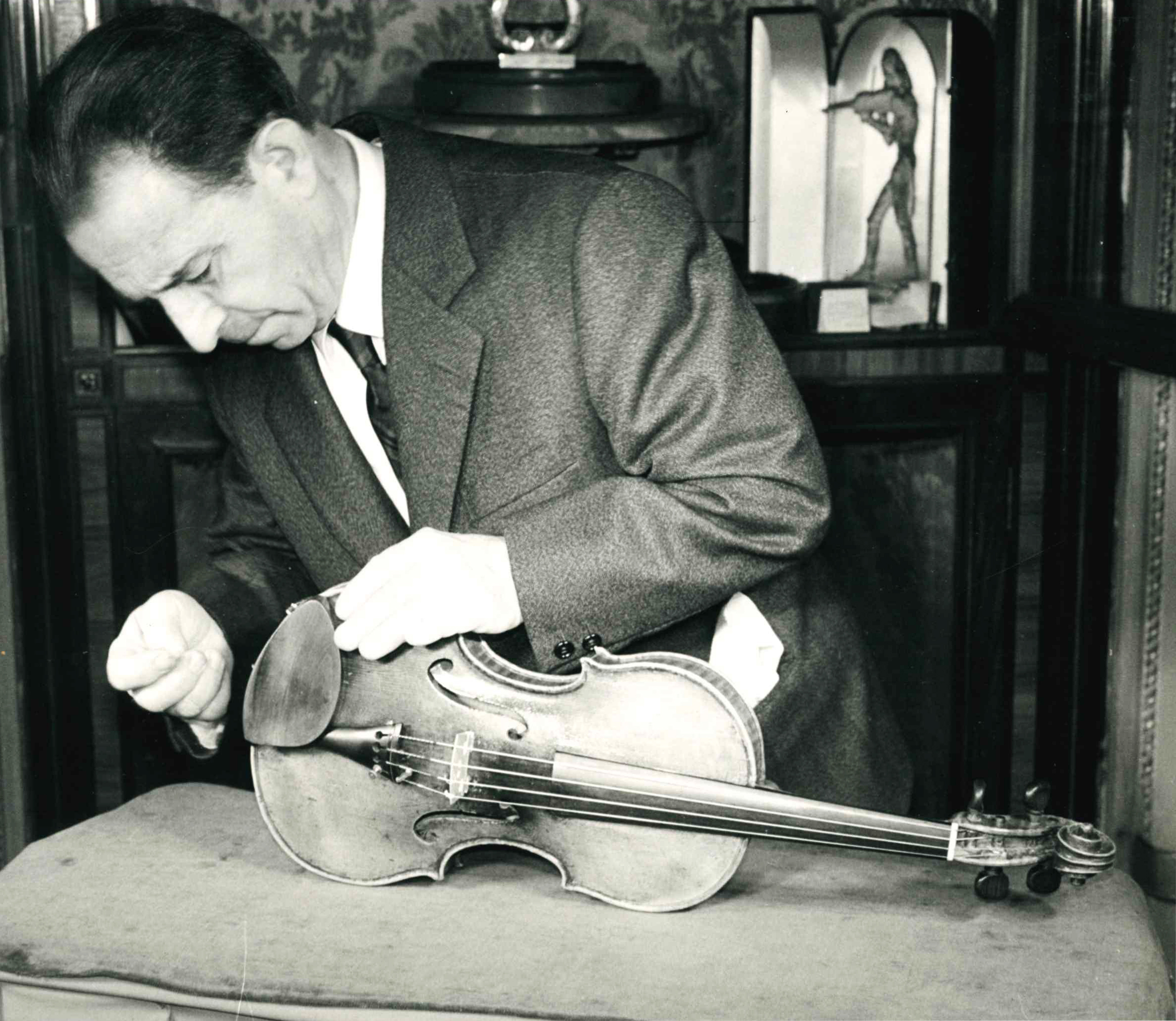
Lorenzo Bellafontana col Guarneri del Gesù di Paganini

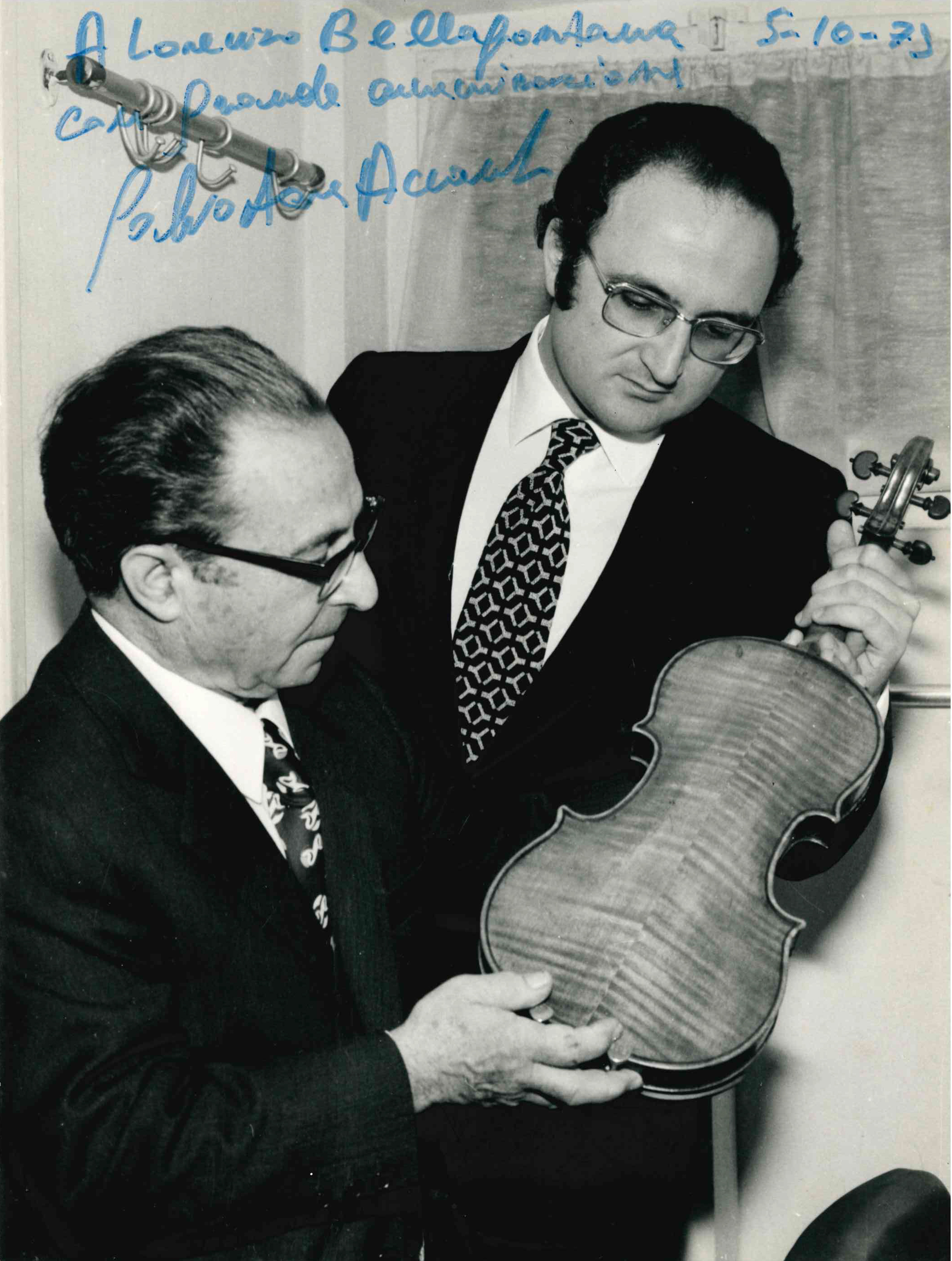
Il liutaio Lorenzo Bellafontana e il violinista Salvatore Accardo

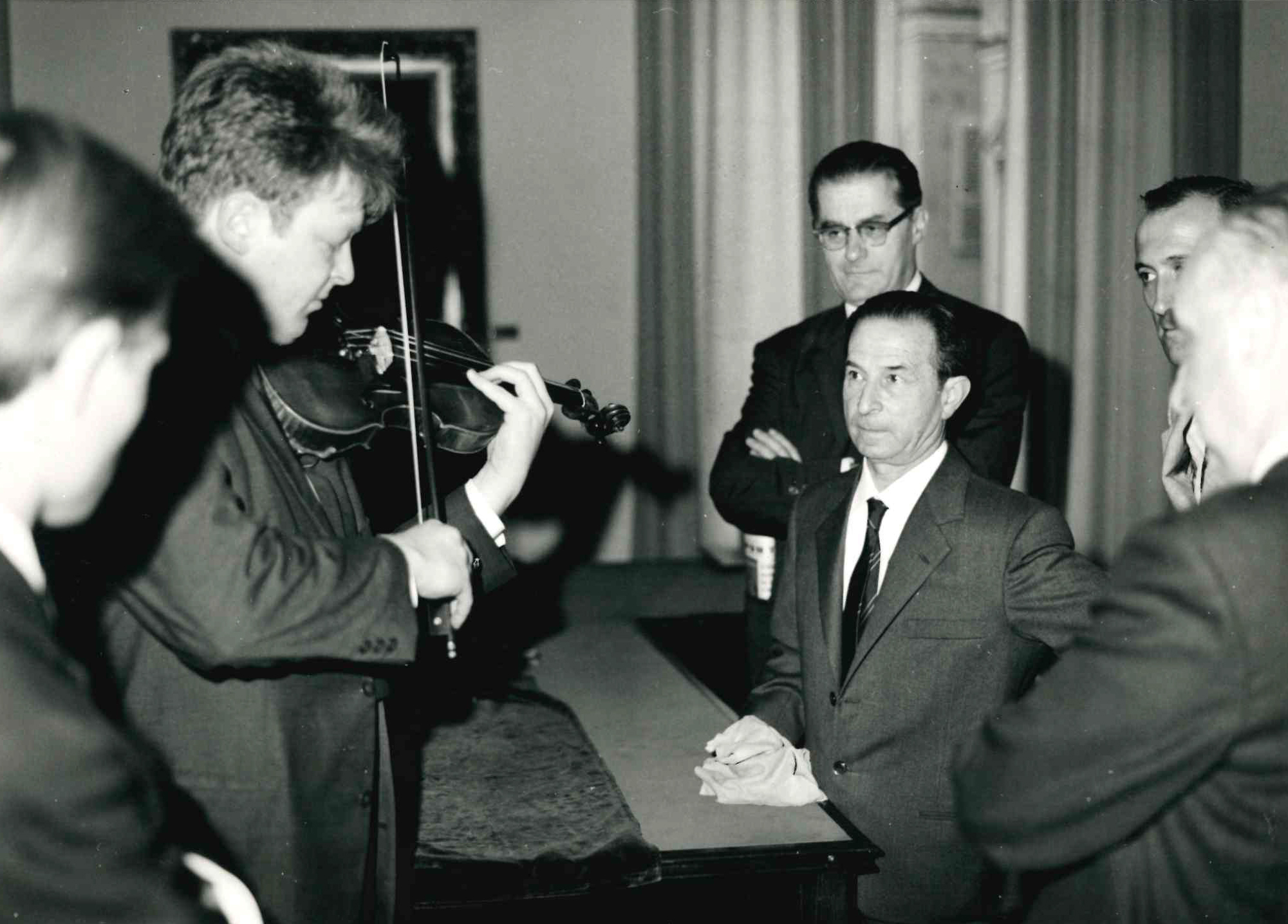
Lorenzo Bellafontana e un vincitore del Premio Paganini di Genova mentre prova il Guarneri del Gesù di Paganini

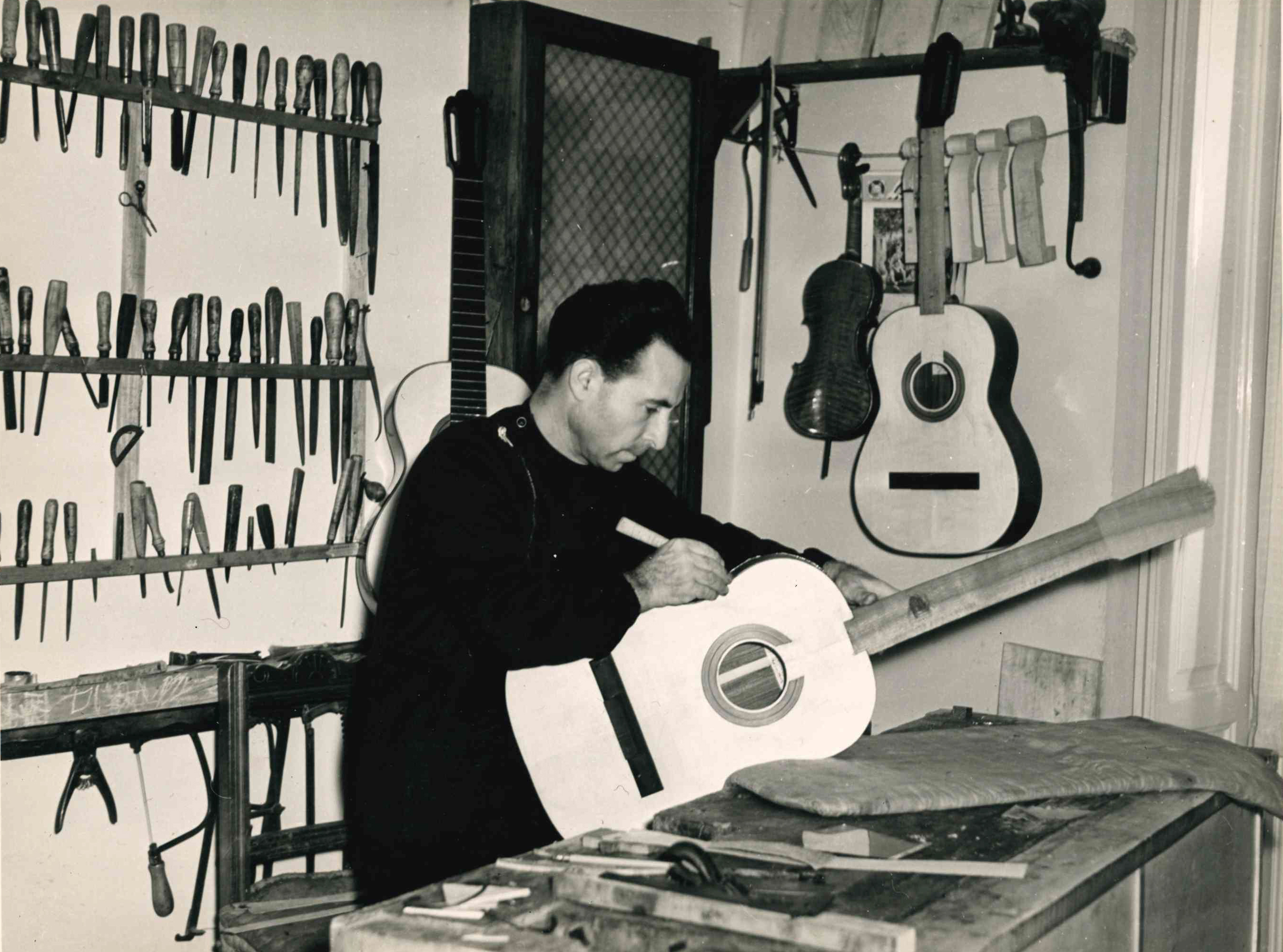
Lorenzo Bellafontana nel suo laboratorio genovese

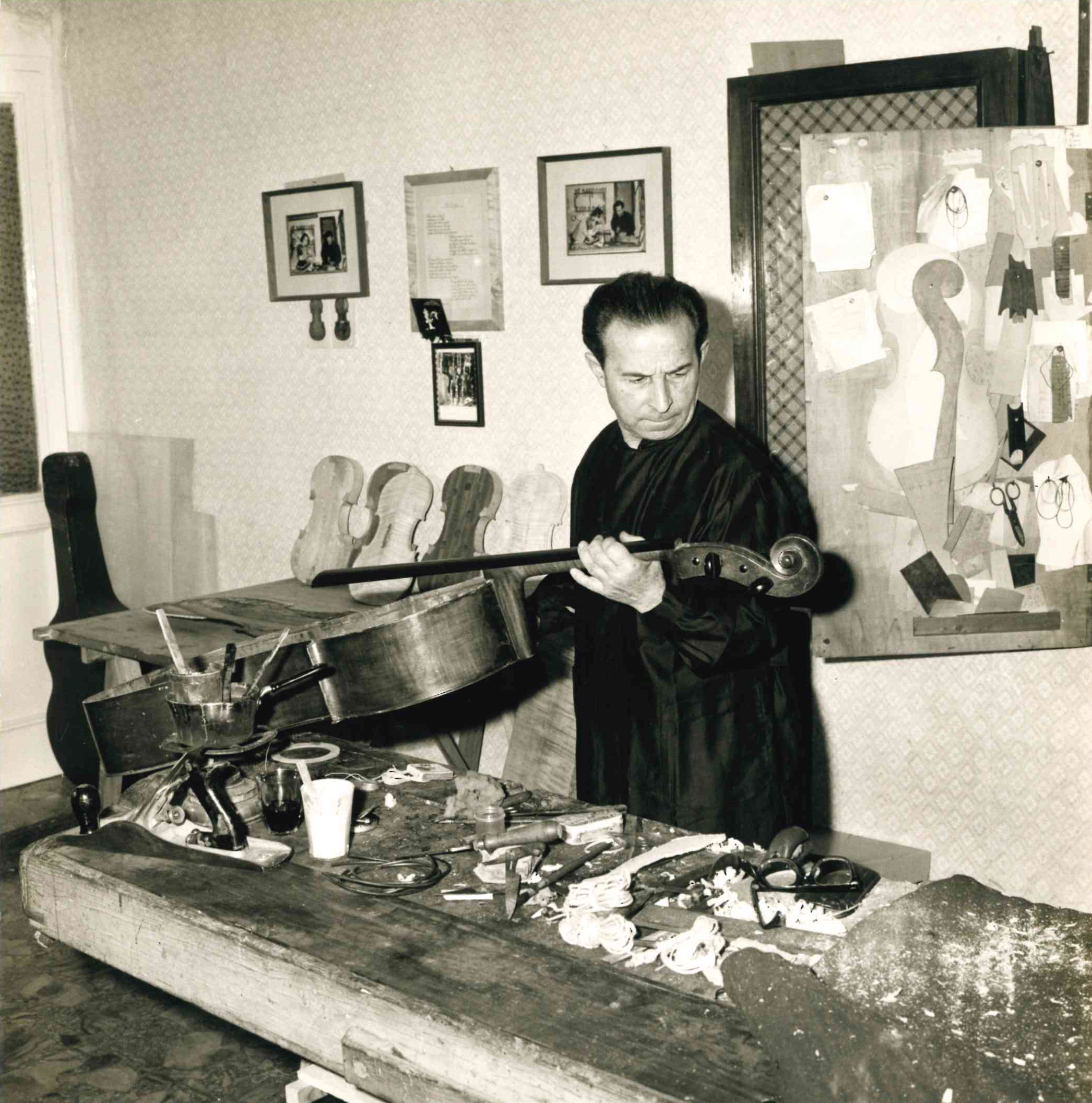
Lorenzo Bellafontana nel suo laboratorio mentre restaura un violoncello

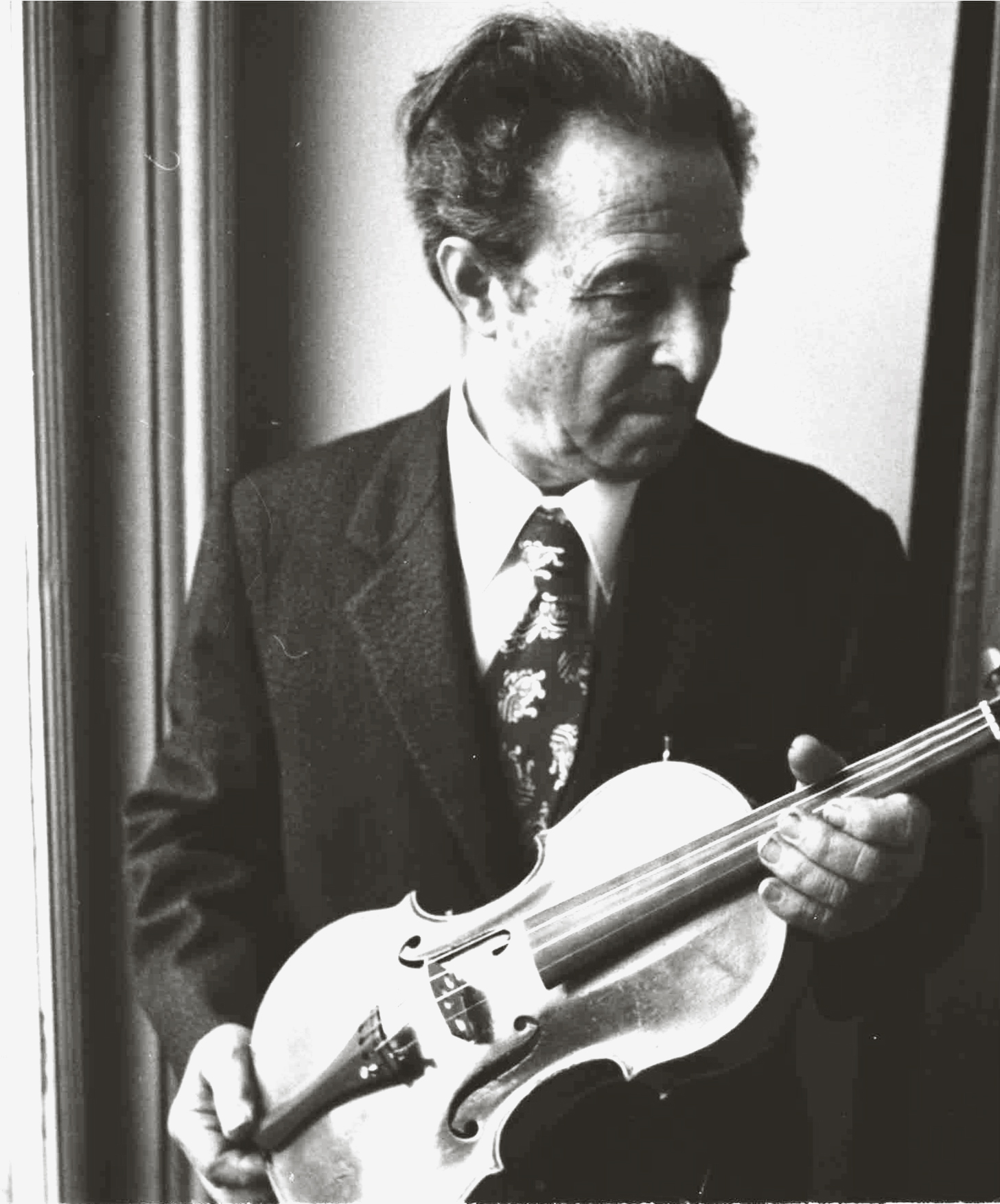
Lorenzo Bellafontana col Guarneri del Gesù di Paganini

Lorenzo Bellafontana (Genova, 15 luglio 1906 – San Michele Mondovì, 30 giugno 1979) è stato un liutaio italiano.

## Biografia
Lorenzo Bellafontana nacque a Genova il 15 luglio del 1906; dopo gli studi superiori frequentò l'Accademia Ligustica di Belle Arti e si perfezionò nel violino presso l'Accademia Camillo Sivori.
Incoraggiato dal padre, ebanista dilettante, entrò nel 1923 come apprendista nella bottega di Oreste Candi in vico Dritto Ponticello; la sua attività in proprio iniziò nel 1935 a Pegli, quindi dopo poco si trasferì nel centro storico di Genova in via Chiossone n°8/9 e nel 1937 partecipa alla mostra concorso in occasione delle celebrazioni di Antonio Stradivari a Cremona con un quartetto d'archi, un violino e una viola. Verso la fine degli anni trenta fu assistente nella bottega di Cesare Candi.
Gli anni della seconda guerra mondiale furono particolarmente difficili, il suo laboratorio venne incendiato a seguito del bombardamento alleato del 22 ottobre del 1942, e nel 1944 perse definitivamente il laboratorio, sempre a seguito di un bombardamento. Aiutato da Giuseppe Lecchi e da Cesare Candi, riprese gli studi di musica e si impiegò come violista nell'orchestra del Teatro Carlo Felice di Genova.
Verso la fine degli anni Quaranta, Bellafontana costruì una chitarra eptacorde su commissione del compositore genovese Federico Orsolino (1918-1993); quest’ultimo scrisse La Fontanella, canone retrogrado per chitarra eptacorda (1947) dedicandola a Lorenzo Bellafontana.
Nell’ottobre 1951, presso il Conservatorio A. Boito di Parma, Bellafontana vinse con una sua chitarra il Concorso Nazionale di Liuteria di Parma.
Gli anni del dopoguerra lo videro impegnato a costruire violini, viole, violoncelli e chitarre, strumento per il quale nutriva una particolare predilezione, nel suo laboratorio di Piazza Paolo da Novi; dal 1949 al 1958 lavora in via Paolo Giacometti, quindi si trasferisce in Corso Torino: qui subirà danni consistenti a seguito dell'alluvione dell'ottobre 1970.
Dal 1967 subentrò a Giuseppe Lecchi nella conservazione del violino di Giuseppe Guarneri del Gesù il "Cannone" appartenuto a Niccolò Paganini, conservato a Genova a Palazzo Doria-Tursi.
Morì in villeggiatura a San Michele Mondovì il 30 giugno 1979.

## Critica
Dotato di buona manualità e capacità disegnativa, Lorenzo Bellafontana seguì nei primi anni di lavoro lo stile e i modelli del maestro Oreste Candi per poi formarsi, con gli anni della guerra,  uno stile personale, facilmente identificabile: il suo lavoro può tuttavia riservare sorprese, le sue copie da Eugenio Praga, su modello il "Cannone" hanno talvolta ingannato anche gli esperti.